# Гірські дощові ліси Каї та Карену
Гірські дощові ліси Каї та Карену (ідентифікатор WWF: IM0119) — індомалайський екорегіон тропічних та субтропічних вологих широколистяних лісів, розташований на заході Індокитаю. 

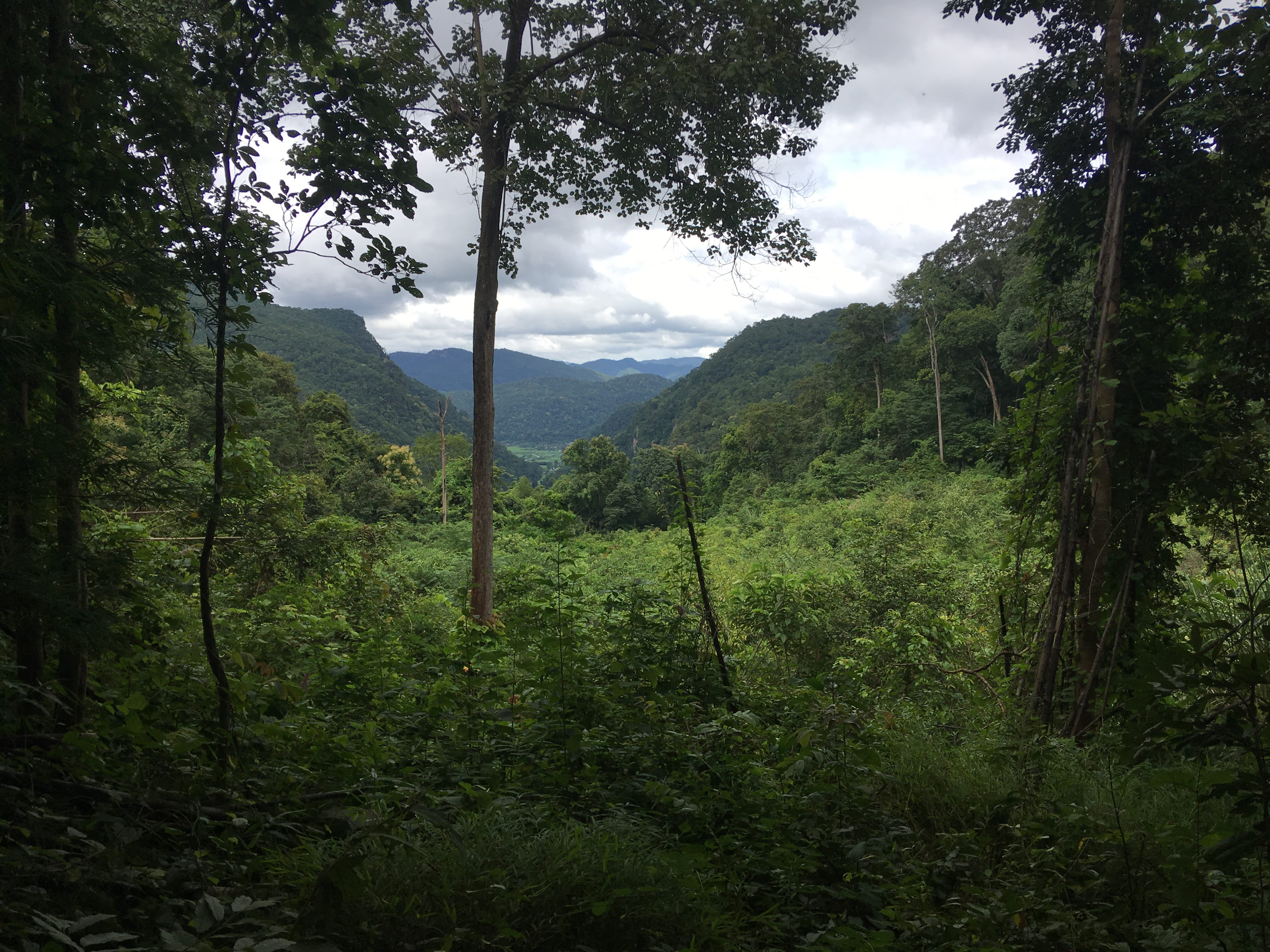
Ліс в горах Ден-Лао (гори)

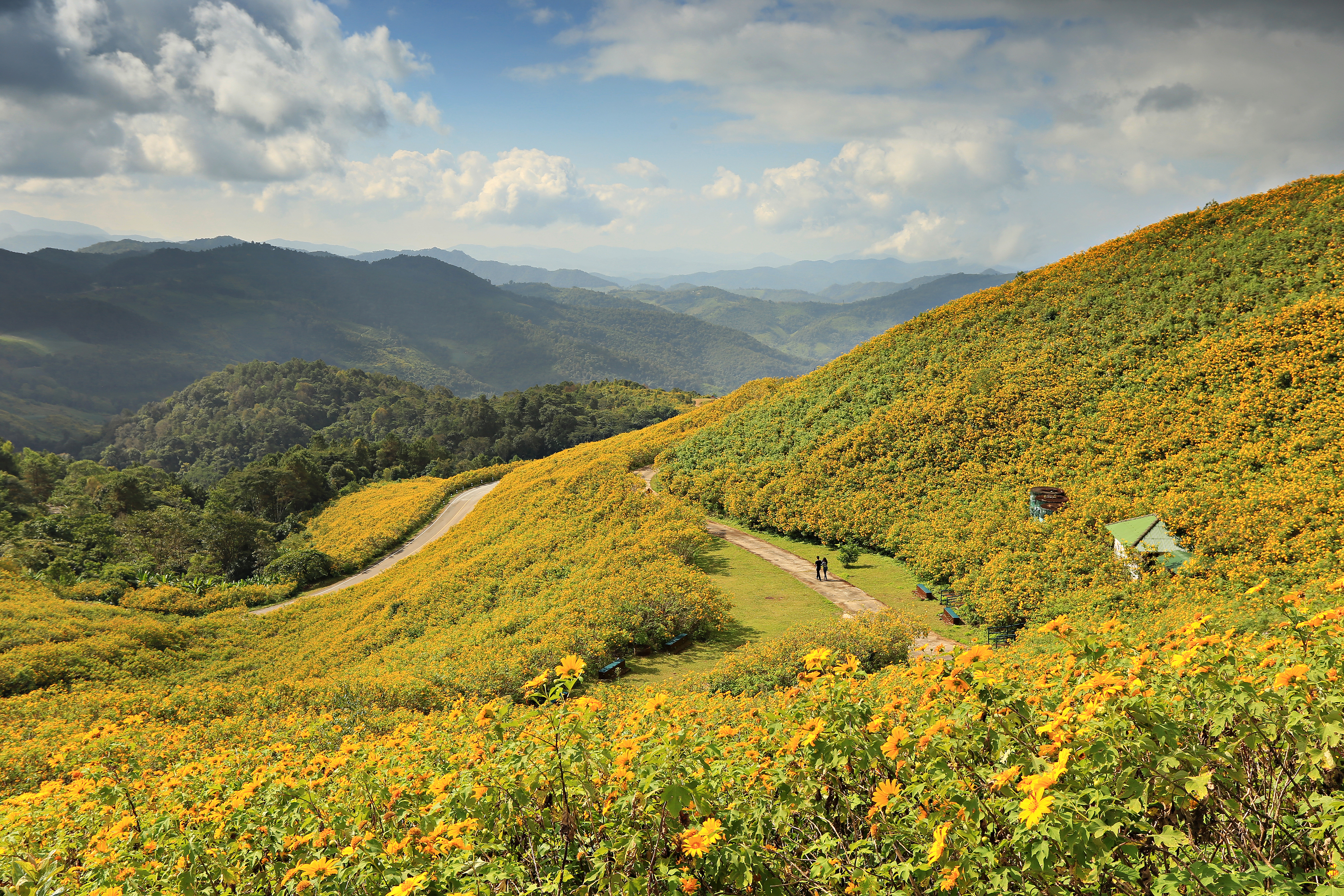
Високогір'я Національного парку Національний парк Намтокмаесурін (провінція Мехонгсон (провінція), Таїланд)

## Географія
Екорегіон гірських дощових лісів Каї та Карену охоплює низку пов'язаних між собою гірських хребтів, що простягається на сході М'янми, в штатах Шан, Кая і Карен та на крайньому сході регіону Баго, а також в Північному і Західному Таїланді. Гори Дауна, Тханонтхонгчай, Денлао та Кхунтан, що складають західну частину Тайського нагір'я, є вододілом між басейном річки Салуїн, розташованим західніше, та басейнами Чаопхраї та Меконгу, розташованими східніше. На захід від Тайського нагір'я лежить долина річки Салуїн. Ця річка бере початок в горах Тибетського нагір'я, тече на південь та впадає у затоку Моутама на півночі Андаманського моря. На захід від долини Салуїну простягаються гори Карен та північна частина гір Тенассерім. Ці гори є вододілом між басейнами Салуїну та Сітауна.
З геологічної точки зору основу гір регіону складають палеозойські вапняки, які сформувалися приблизно 300 мільйонів років тому, коли ця територія була морським мілководдям. Однак самі гори є набагато молодшими, і завдячують своїм існуванням зіткненню між Євразійською та Індостанською літосферними плитами, що призвело до формування Гімалаїв приблизно 50 мільйонів років тому.
Рельєф більшої частини регіону є нерівним та складчастим. Гори екорегіону, як правило, мають стрімкі схили, а їхні вершини підіймаються на висоту понад 2000 м над рівнем моря. Найвищою вершиною екорегіону та всього Таїланду є гора Інтханон в провінції Чіангмай висотою 2559 м. Дно вузької долини Салуїну розташоване на висоті 300 м над рівнем моря. Серед вапнякових скель Тайського нагір'я зустрічаються численні печери, лійки та інші карстові форми рельєфу.
На заході екорегіон переходить у вологі листяні ліси басейну Іраваді та у прибережні дощові ліси М'янми, на півночі — у субтропічні ліси Північного Індокитаю, на сході — у сухі ліси Центрального Індокитаю, а на півдні — у рівнинні вологі листяні ліси басейну Чаопхраї та у напіввічнозелені дощові ліси Тенассеріму та Південного Таїланду.

## Клімат
В межах екорегіону переважає саванний клімат (Aw за класифікацією кліматів Кеппена), який характеризується теплим вологим літом та м'якою сухою зимою. Середньорічна кількість опадів коливається від 1500 до 2000 мм, більшість яких випадає в період мусонів. Незважаючи на те, що екорегіон лежить у тропіках, зимові температури тут можуть бути досить прохолодними, а у високогір'ях трапляються морози. Західні схили гір, звернені до Бенгальської затоки, отримують більше опадів, ніж східні схили, які частково лежать у дощовій тіні.

## Флора
В межах екорегіону зустрічаються різноманітні рослинні угруповання, розподіл яких залежить від широти, висоти над рівнем моря, кількості опадів та ґрунтів. У лісах, що ростуть на східних схилах гір, особливо на низьких висотах, переважають дерева, що скидають листя під час сухого сезону, тоді як у лісах, що ростуть на західних схилах, зустрічаються як листяні, так і вічнозелені дерева. Вічнозелені широколистяні дерева також зустрічаються в лісах, що ростуть на граніті, тоді як в лісах, що ростуть серед вапнякових скель, які погано утримують вологу, переважають листяні дерева. Серед вапнякових відслонень ростуть характерні сукуленти з м'ясистими стеблами та маленькими, іноді ефемерними листочками.
На низьких висотах екорегіону, на висоті до 1000 м над рівнем моря, поширені сухі листяні ліси. Тут часто трапляються пожежі, як природні, спричинені передмусонною посухою, так і спричинені людьми. В місцевостях, де пожежі трапляються рідко, поширені тикові ліси, основу яких складають тикові дерева (Tectona grandis), однак наразі тикові ліси майже зникли в Таїланді, а їх площа в М'янмі стрімко скорочується. Там, де пожежі трапляються часто, поширені лісисті савани. Основу цих рідколісь складають діптерокарпуси, зокрема пухирчаті діптерокарпуси (Dipterocarpus tuberculatus) і туполисті діптерокарпуси (Dipterocarpus obtusifolius) та дуби, зокрема дуби Керрі (Quercus kerrii). На піщаних пагорбах Північного Таїланду зустрічаються насадження кхасійської сосни (Pinus kesiya) та тенассерімської сосни (Pinus latteri)
В підліску діптерокарпово-дубових рідколісь поширені трав'янисті рослини, які висихають взимку і часто горять навесні. Відкритість лісів сприяє росту однорічних трав, які, у свою чергу, сприяють пожежам. Серед рідкісних рослин, що зустрічаються у сухих листяних лісах екорегіону, слід відзначити малайську дішідію (Dischidia major), пристосований до посухи епіфіт, який росте у мутуалістичному симбіозі з мурахами, що живуть всередині спеціально модифікованих листків, та стійку до вогню карликову фінікову пальму (Phoenix acaulis).
На висоті понад 1000 м над рівнем моря поширені значно багатші широколистяні ліси, в яких ростуть вічнозелені та листопадні дерева. Тут зустрічаються як тропічні види, так і представники деяких помірних і субтропічних таксонів з родин Магнолієві (Magnoliaceae) та Лаврові (Lauraceae). Під високим, густим лісовим наметом росте добре розвинений чагарниковий підлісок. Тінисті умові сприяють розвитку здерев'янілих ліан, зокрема фікусів-душителів (Ficus spp.) та гнетумів (Gnetum spp.), незвичайних голонасінних рослин.  Іншим рідкісним компонентом підліску гірських лісів є гімалайська сапрія (Sapria himalayana). Цей кореневий паразит з великими червоними квітами та підземними стеблами належить до родини рафлезієвих (Rafflesiaceae).
У лісах, що ростуть у високогір'ях екорегіону, зустрічаються різноманітні представники гімалайських таксонів, зокрема різні види кастанопсисів (Castanopsis spp.), дубів (Quercus spp.) і літокарпусів (Lithocarpus spp.) з родини букових (Fagaceae), шіми Волліча (Schima wallichii) з родини чаєвих (Theaceae) та різні представники родини березових (Betulaceae). На найвищих вершинах екорегіону ростуть рододендрони (Rhododendron spp.).

## Фауна
Фауна екорегіону вирізняється високим різноманіттям. Тут зустрічається близько 170 видів ссавців, зокрема багато рідкісних видів, які перебувають під загрозою зникнення. Серед великих ссавців, що зустрічаються в екорегіоні, слід відзначити індійського слона (Elephas maximus indicus), гаура (Bos gaurus), бантенга (Bos javanicus), азійського арні (Bubalus arnee), суматранського серау (Capricornis sumatraensis), індійського замбара (Rusa unicolor) та чепрачного тапіра (Tapirus indicus). Серед поширених в екорегіоні хижих ссавців слід відзначити індокитайського тигра (Panthera tigris corbetti), індокитайського леопарда (Panthera pardus delacouri), димчасту пантеру (Neofelis nebulosa), золотисту котопуму (Catopuma temminckii), гірського куона (Cuon alpinus), гімалайського ведмедя (Ursus thibetanus), малайського ведмедя (Helarctos malayanus), гладкошерсту видру (Lutrogale perspicillata) та велику індійську віверу (Viverra zibetha), серед мавп — ассамського макаку (Macaca assamensis), ведмежого макаку (Macaca arctoides), північного свинохвостого макаку (Macaca leonina), сірого індокитайського лангура (Trachypithecus crepusculus), білорукого гібона (Hylobates lar) та хулока Скайвокера (Hoolock tianxing), а серед інших ссавців — пістряву політуху (Hylopetes alboniger), яванського панголіна (Manis javanica), бірманського зайця (Lepus peguensis) та північну тупаю (Tupaia belangeri). Ендеміками екорегіону є карликові джмелевики (Craseonycteris thonglongyai), найменші кажани світу. Ці тварини вагою лише 2 г і розмахом крил 8 см зустрічаються у вапнякових печерах на заході Таїланду. Раніше в регіоні зустрічалися північні суматранські носороги (Dicerorhinus sumatrensis lasiotis), однак наразі вони вимерли.
Орнітофауна екорегіону нараховує 568 видів птахів, що робить його другим регіоном Індокитаю за видовим різноманіттям. Серед поширених в екорегіоні птахів слід відзначити сріблястого лофура (Lophura nycthemera), непальського лофура (Lophura leucomelanos), бірманського мікадо (Syrmaticus humiae), сірого віялохвоста (Polyplectron bicalcaratum), синьокрилого павича (Pavo muticus), рудощокого калао (Anorrhinus tickelli), таїландського калао (Rhyticeros subruficollis), смугастодзьобого калао (Rhyticeros undulatus), дворогого гомрая (Buceros bicornis) та білоголову качку (Asarcornis scutulata). Великі торомби (Mulleripicus pulverulentus), найбільші дятли Старого Світу, зустрічаються лише у зрілих лісах з великою кількістю старих дерев, отже, можуть вважатися індикаторами цілісності природного середовища та заслуговують на особливу увагу природоохоронців. Ендеміками екорегіону є темні турдинули (Gypsophila crispifrons) та бірманські югини (Yuhina humilis).

## Збереження
Оцінка 2017 року показала, що 32 354 км², або 27 % екорегіону, є заповідними територіями. Ще близько 45 % території екорегіону вкриті лісами, однак перебувають поза межами заповідників. Природоохоронні території включають: Національний парк Дойлуанг, Національний парк Дойпхахомпок, Національний парк Ераван, Національний парк Кхлонгванчао, Національний парк Кхунчае, Національний парк Намтокмаесурін, Національний парк Оплуанг, Національний парк Таксінмахарат, Салуїнський національний парк та Природний заповідник Хуайкхакхенг в Таїланді.